# محمد علي
محمد علي (17 يناير 1942 – 3 يونيو 2016)؛ ملاكم أمريكي، ولد باسم (كاسيوس مارسيلوس كلاي جونيور) (بالإنجليزية: Cassius Marcellus Clay Jr) يعتبره البعض أعظم رياضي على مر التاريخ، ولد لعائلة أميركية من الطبقة المتوسطة وكان والده ميثوديا، لكن أمه ربته وأخاه على المذهب المعمداني، بعد أن اعتنق الإسلام في عام 1964م وغير اسمه إلى محمد علي دون اسمه الأخير -كلاي-، فاز محمد ببطولة العالم للوزن الثقيل ثلاث مرات على مدى عشرين عامًا في 1964 و1974 و1978، وهو الوحيد في تاريخ الملاكمة الذي يحصل عليها ثلاثة مرات، وفي عام 1999 توج بلقب «رياضي القرن»، وهي جائزة مقدمة من مجلة «سبورتس ايلاستريتد»، كما حصل على نفس اللقب بعد استفتاء أقامته صحيفة لاغازيتا ديلو سبورت الإيطالية بعدما حصل على 71.2% من الأصوات متفوقًا على العديد من الرياضيين ومنهم دييغو مارادونا. كان يصف نفسه بـأنه «يطير كالفراشة ويلسع كالنحلة»،
وهو صاحب أسرع وأقوى لكمة في العالم حيث تعادل قوتها حوالي 1,000 باوند. اعتزل الملاكمة عام 1981 وقد كان عمره 39 عامًا، بعد مسيرة حافلة تضمنت 56 فوزا منها 37 بالضربة القاضية وخمس هزائم، وتوج باللقب العالمي ثلاث مرات مختلفة، في 26 مايو 2000 تم سن قانون باسمه من طرف الكونغرس عرف بقانون علي من أجل حماية حقوق الملاكمين. توفي يوم 3 يونيو 2016 عن عمر ناهز 74 عامًا بعد صراع طويل مع مرض شلل الرعاش (باركنسون).

## بداياته في عالم الملاكمة
بداية محمد علي في عالم الملاكمة جاءت بمحض الصدفة حين كان في الـ12 من العمر. حقق عدة ألقاب على المستويين المحلي والوطني وهو دون الـ18، ونال الميدالية الذهبية لأولمبياد روما الصيفية عام 1960 عن فئة وزن الخفيف الثقيل، وفي أكتوبر عام 1960 اتجه اللاعب إلى عالم الاحتراف، حيث خاض خلال السنوات الثلاث التالية 19 نزالًا فاز فيها جميعًا، من بينها 15 بالضربة القاضية، كما حقق المفاجأة في فبراير عام 1964 بهزيمته لبطل العالم في الملاكمة -آنذاك- سوني ليستون، وفاز بلقب بطولة العالم لملاكمة المحترفين للوزن الثقيل للمرة الأولى، مسجلًا حينها رقما قياسيًا كأصغر ملاكم (22 عامًا) يحقق لقب البطولة في هذا المجال.

## اعتناقه الإسلام

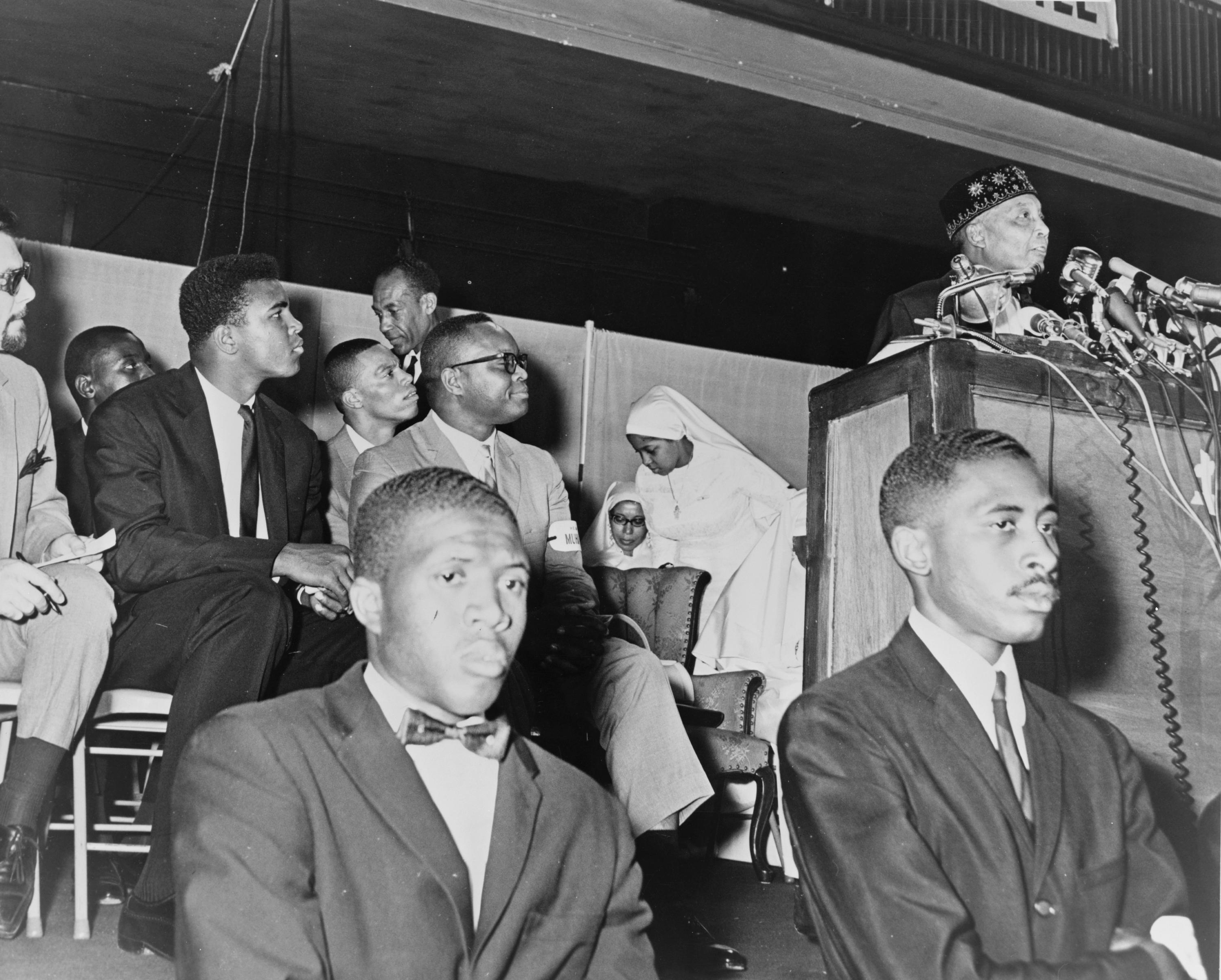
محمد علي كلاي مستمعًا لإحدى خطب إليجاه محمد

محمد علي مسلم. ولكنه قبل أن ينتمي لأهل السنة اختار الانتماء إلى جماعة أمة الإسلام، وسبب اختياره هذه الجماعة يعود إلى إليجاه محمد. فإليجاه محمد ولد في جورجيا في عام 1898، وكان والده قد سماه إليجاه بول. ولكن في عام 1923 اتجه إلى ديترويت واستقر فيها، وبعد ثمان سنوات من إستقراره هناك زاره تاجر من الشرق اسمه دبليو دي فراد (W.D.Frad)، وهو نصف أمريكي ذو أصل أفريقي ونصفه أبيض، واستطاع أن يكون مقبولًا لدى الأمريكيين ذوي الأصل الأفريقي في الولايات المتحدة ويصبح قائدًا لهم. وعلَّم فراد إلياجا محمد مبادئ الدين الإسلامي. وهناك قصص وأساطير تروى عن أصل فراد وعن إسلامه، وأنه تلقى إسلامه من رجل أسود في مكة المكرمة اسمه يعقوب. بدأ محمد علي يتردد سرًا على إلياجا محمد، ويحضر دروسه الدينية في مطلع الستينات.
في الواقع، رُفِض محمد علي في بداية انضمامه إلى جماعة أمة الإسلام (وأطلق عليه وعلى الأمريكيين من أصل أفريقي في ذلك الوقت، المسلمين السود) وذلك بسبب امتهانه الملاكمة. ولكنه وفي عام 1964 وبعد أن استطاع محمد علي إقصاء الملاكم سوني ليستون عن عرش الملاكمة وكان عمره لا يتجاوز 22 عامًا آنذاك، أصبحت جماعة أمة الإسلام أكثر تقبلا له ووافقت على تجنيده كعضو فيها. بعد ذلك بوقت قصير، سجّل إليجاه محمد بيانا أن كلاي سيطلق عليه اسم محمد (كإسم نبي الإسلام) وعلي (كإسم علي بن أبي طالب). وانتقل محمد علي في ذلك الوقت إلى الجانب الجنوبي من شيكاغو، وعاش في سلسلة من المنازل، كانت كلها بالقرب من محل إقامة إليجاه محمد ومن المساجد التابعة لجماعة أمة الإسلام ومكث في شيكاغو لمدة 12 عاما.
ولم يستمر انضمام محمد علي إلى جماعة أمّة الإسلام طويلًا؛ حيث كان يختلف مع الكثير من أفكارهم فاعتنق الإسلام السني مذهب أهل السنة والجماعة. ثم أنشأ أعماله الخيرية والدعوية محاولًا تصحيح الصورة الخاطئة التي رسخت في أذهان الغرب عن الإسلام والمسلمين وقد كان يفتخر بأنه مسلم سني.

## موقفه من حرب فيتنام
في عام 1964 م رسب محمد علي في الاختبارات المؤهلة للالتحاق بجيش الولايات المتحدة لأن مهاراته الكتابية واللغوية كانت دون المستوى. على أية حال، في بدايات عام 1966 م تمت مراجعة الاختبارات وصنف محمد علي على أنه ينتمي للمستوى (1أ)، مما يؤهله للالتحاق بالقوات المسلحة. كان هذا في غاية الخطورة: لأن الولايات المتحدة كانت في حالة حرب مع فيتنام. عندما تم إخباره بنجاحه في الاختبارات، أعلن أنه يرفض أن يخدم في جيش الولايات المتحدة واعتبر نفسه معارضا للحرب.
قال محمد علي: «هذه الحرب ضد تعاليم القرآن، وإننا - كمسلمين - ليس من المفترض أن نخوض حروبًا إلا إذا كانت في سبيل الله». كما أعلن في عام 1966: «لن أحاربهم فهم لم يلقبوني بالزنجي».
وقال أيضًا: «ضميري لن يسمح لي بأن أطلق النار على أخ لي، أو أناس أكثر سمرة، أو بعض الفقراء الجوعى في الوحل من أجل أميركا القوية الكبرى.» وقاد العديد من المظاهرات المعارضة لهذه الحرب. وبسبب موقفه تم سحب لقب البطولة العالمي من محمد علي كلاي، وكانت التهمة هي رفض التجنيد لصالح حرب الولايات المتحدة ضد فيتنام، وصدر في حقه حكم بالسجن 4 سنوات وغرامة قدرها 10 آلاف دولار، ولكنه بقي حرًا خلال فترة استئناف القرار، لكنه مُنع من ممارسة الملاكمة في هذه الفترة التي امتدت 3 سنوات، قبل أن تصدر المحكمة العليا حكمًا جديدًا عام 1971 يقضي بأن «رفض محمد علي كلاي لأداء الخدمة العسكرية لم يكن جريمة، بل إن معارضته للحرب كانت بسبب ضمير أخلاقي يتعلق بعقيدته.»

## مباراة القرن
عاد محمد علي للملاكمة مرة أخرى عام 1970 في مباراة وصفت بأنها (مباراة القرن) ضد جو فريزر حيث لم تسجل هزيمة لأي منهما في أي مباراة من قبل، وكانت مباراة من 3 مباريات متفرقة فاز محمد علي باثنتين منها. وفي عام 1974 هزم محمد علي الملاكم القوي جورج فورمان ليستعيد بذلك عرش الملاكمة في الولايات المتحدة الأمريكية والعالم بأسره.

## الرصيد الرياضي

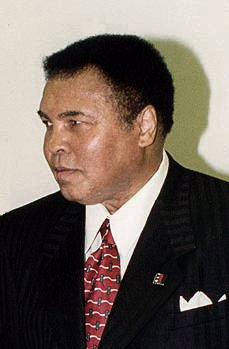
محمد علي

رصيد محمد علي 61 مباراة منها 56 إنتصارا (37 بالضربة القاضية) و5 خسارات أولها أمام الملاكم جو فريزر في 8 مارس 1971، وثانيها أمام كين نورتون في 31 مارس 1973، وثالثها أمام ليون سبينكس في 15 فيفري 1978، ورابعها أمام لاري هولمز في 2 أكتوبر 1980، وخامسها أمام تريفور بربيك في 11 ديسمبر 1981 .

## حياته الشخصية
تزوج محمد علي أربع مرات ولديه سبع بنات وولدين. إلتقى محمد علي بزوجته الأولى نادلة الكوكتيل سونجي روي وتزوجا في 14 أغسطس 1964. كانت اعتراضات روي على آداب الإسلام في ملابس المرأة قد ساهمت في إنهيار هذا الزواج، فتم الطلاق في 10 يناير 1966 وهو في الخامسة والعشرين من عمره. ثم تزوج محمد علي بعد ذلك من بيلندا بويد - (17 عاما ً) في يوم 17 أغسطس 1967. وأسلمت بيلندا بعد الزواج، وأصبح اسمها خليلة علي، مع أن عائلتها وأصدقاءها القدامى ظلوا ينادونها باسم بيلندا. أنجبا 5 أبناء: مريم (1968)، جميلة وليبان (1970)، ومحمد علي الصغير (1972).
تعرف محمد علي على امرأة تدعى فيرونيكا بورش في عام 1975. وفي صيف عام 1977, انتهى الزواج الثاني لمحمد علي وتزوج من فيرونيكا. وخلال فترة الزواج، أنجبا طفلة اسمها هناء، كما أنجبا طفلة أخرى اسمها ليلى في ديسمبر 1977، ولكن تم الطلاق بينهما في عام 1986. وفي 19 نوفمبر 1986, تزوج محمد علي بيولندا علي بعد معرفة بدأت منذ عام 1964 في لوزيفل حيث كانت والدتاهما صديقتان مقربتان. كما أنها أنكرت ما أذيع أنه كان جليسها عندما كانت طفلة، وتبنيا طفلًا واحدًا اسمه أسعد. كما أن محمد علي تزوج مرتين حسب المراسم الإسلامية أثناء فترة زواجه مع «بيلندا بويد» إلا أن الزيجتين كانتا غير معترف بهما قانونيا لأن تعدد الزوجات غير قانوني في الولايات المتحدة الأمريكية، أحدهما كان سنة 1974 من «واندا بولتون» و التي أصبحت تدعى فيما بعد «عائشة علي» وقد أثمر هذا الزواج ببنت تدعى «خالية» في نفس السنة. أما الزواج الآخر فقد كان مع «باتريكا هارفل» و أنجبا سنة 1972 بنتا تدعى «ميا».

## من أشهر ملاكماته

### مباراته ضد سوني ليستون
بعدما أصبح محمد علي ملاكمًا محترفًا في عام 1960م خاض العديد من المباريات وانتصر فيها وهزم الكثير من الخصوم الأقوياء مثل جورج فاغنر ودون وارنر وهنري كوبر. وفي عام 1964م تواجه محمد علي مع بطل العالم للوزن الثقيل آنذاك سوني ليستون في ميامي بولاية فلوريدا وكان الأخير قد خاض وقتها 36 نزالًا لم يخسر إلا واحدًا منها، وانتصر محمد علي في النزال وأصبح بطل العالم للوزن الثقيل وعمره 22 عامًا فقط.

### مباراته ضدإيرني تيريل
كان مخططًا لمحمد علي مقابلة بطل رابطة الملاكمة العالمية إيرني تيريل، وذلك في شيكاغو في مارس 1966. وفي ذلك الوقت كان قد سُحب من محمد علي لقبه بعد اعتناقه الإسلام ورفضه المشاركة في حرب فيتنام، وبدلًا من الانخراط في الحرب فقد سافر محمد علي إلى أوروبا وكندا لخوض مبارايات ضد هنري كوبر وجورج كابالو.
وفور عودته إلى الولايات المتحدة انطلق محمد علي لملاقاة كليفلاند ويليامز في صالة مغطاة بهيوستون يوم 14 نوفمبر، 1966. ولفتت هذه المباراة الأنظار لتحقيقها رقمًا قياسيًا في تعداد الحضور داخل القاعة المغلقة والذي وصل إلى 35460 شخصًا. ولقد اعتبر الملاكم ويليامز سابقًا واحدًا من أصعب الملاكمين في فئة الوزن الثقيل، ولكنه في عام 1964 تعرض لإطلاق نار من مسافة قريبة على يد شرطي في ولاية تكساس، مما أدى إلى فقدانه إحدى كليتيه، و10 أقدام (3 م) من أمعائه الدقيقة. فاستطاع محمد علي أن يسيطر على المباراة ضد وليامز، والفوز بالضربة القاضية الفنية في الجولة الثالثة حيث يعتبره البعض أفضل أداء له على مدار مهنته.
قاتل محمد علي إيرني تيريل في هيوستن عام 1967. ويعتبر تيريل ثاني أصعب منافس لعلي بعد ليستون، وهو ملاكم لم يهزم على مدار خمس سنوات، وبعد أن هزم العديد من الملاكمين كان على محمد علي مواجهته. لقد كان تيريل كبير الحجم والقوة، يفوق طوله طول علي بثلاثة بوصات. وخلال الفترة التي تسبق المباراة، أهان تيريل محمد علي مرارًا وتكرارًا في وسائل الإعلام مناديًا إياه باسمه القديم «كاسياس كلاي» قاصدًا إزعاجه بذلك. وأضاف «أريد تعذيبه بالضربة القاضية.» مما جعل محمد علي مصممًا على الانتقام منه ووجه لتيريل جملته الشهيرة في إحدى اللقاءات التليفزيونية «لم لا تناديني باسمي يارجل؟ لم أقل لك أن اسمي هو كاسياس كلاي وإنما اسمي هو محمد علي، سأعاقبك وأجعلك تنطق اسمي الحقيقي داخل الحلبة بعد المنازلة ان لم تنطقه الآن»
وبالفعل وفي الجولة السابعة من المباراة بدأت الدماء تسيل من وجه تيريل. وفي الجولة الثامنة، سخر علي من تيريل، موجهًا له الضربات له صائحًا «ما هو اسمي ... ما هو اسمي؟» وفاز علي بتلك المباراة وأجبر الجميع على احترام اسمه الجديد. وادعى تيريل أنه في وقت مبكر من المباراة تعمد محمد علي إصابته في عينه اليسرى مما اضطر تيريل لاستكمال المباراة وهو نصف أعمى. ووصف النقاد المباراة بأنها «واحدة من أبشع معارك الملاكمة». كما كتب النقاد «لقد كانت مظاهرة رائعة من مهارة الملاكمة وعرض البربرية الوحشية.» ولقد نفى علي الاتهامات الموجهة له بالقسوة على خصمه قائلًا «أنا لم أكرهه، لم أحبه ولكني لم أكرهه، ولكنه لم يكن يمزح بشأن اسمي، كان يتعمد الإهانة وأنا لا أقبل الهزل فيما يخص ديني واسمي».

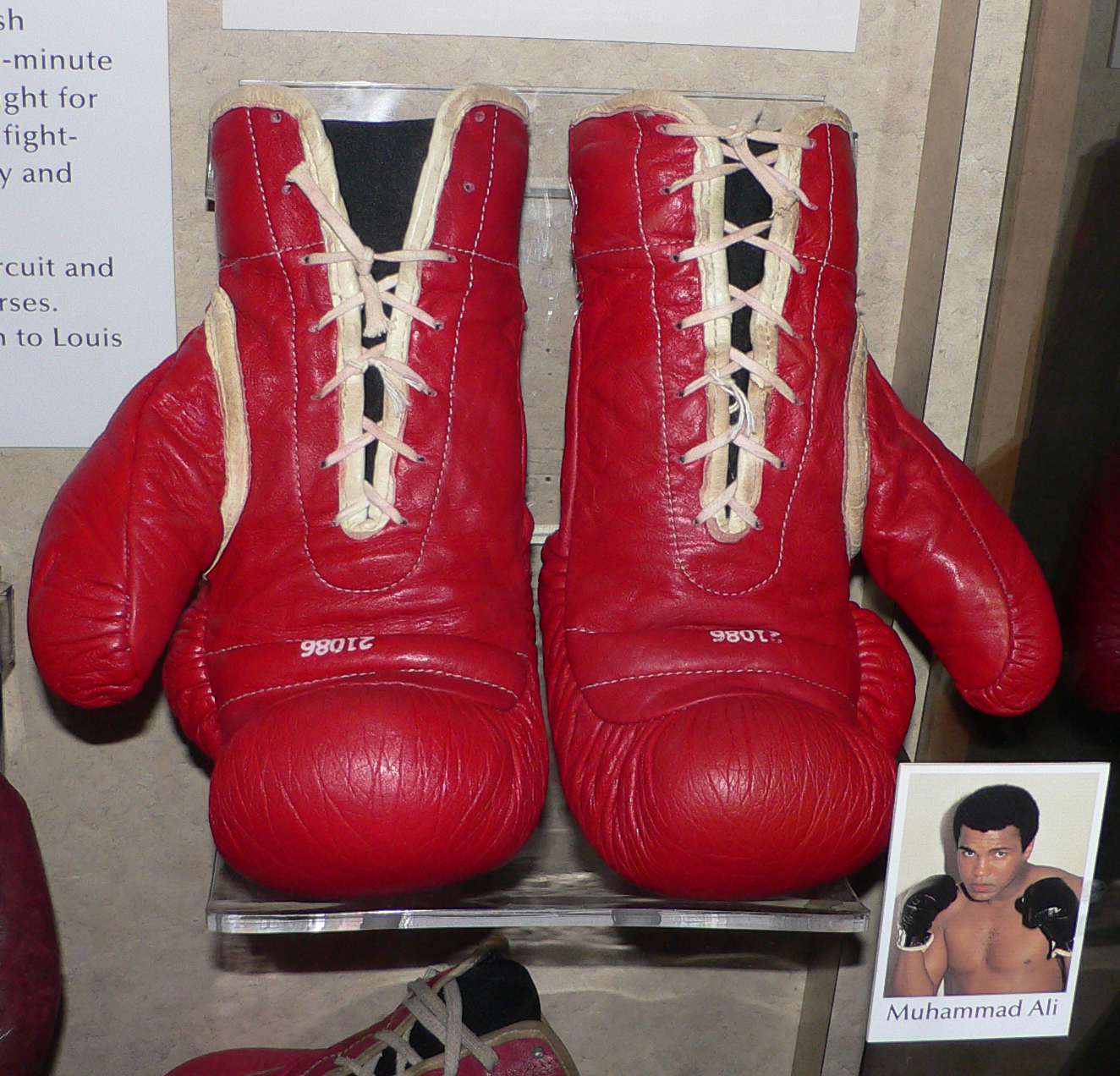
قفازات الملاكمة لمحمد علي في متحف سميثسونيان الوطني للتاريخ الأميركي

### ملاكمة القرن
في عام 1970 سمح لمحمد علي بالملاكمة مرة أخرى للحصول على لقب البطولة ضد جو فريزر الذي صنف بأنه لا يهزم. علي وفرزير تواجهوا في عام 1971 في حلبة مديسون وكانت تدعى مواجهة القرن لأن الملاكمين لم يهزما من قبل، والإثنين يسعيان للفوز بالبطولة. استطاع فريزر الفوز بلكمة قوية وبهذا ألحق بكلاي أولى هزائمه لكن محمد علي فاز بالعديد من المباريات بعد ذلك. في عام 1973 وبعد هزم كين نورتون أقوى ملاكم في الوزن الثقيل في وقتها انطلق لمواجهة فريزر في البطولة مرة أخرى لكن هذه المرة استطاع محمد علي الفوز والحصول على لقب البطولة.

### المواجهة في الغابة

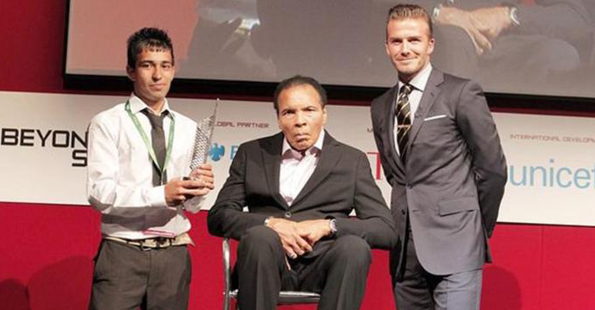
محمد علي كان ظهوره كتكريم بأن حمل العلم الأولمبي في دورة الألعاب الأولمبية المقامة في لندن 2012

في واحدة من أقوى مباريات في تاريخ الملاكمة استطاع محمد علي الانتصار على الملاكم القوي جورج فورمان في زائير سنة 1974 وكانت المباراة في غابة لذا سميت بـملاكمة أو مواجهة الغابة. وفي الواقع لم يتوقع أحد انتصار محمد علي على فورمان بسبب قوة هذا الأخير والذي استطاع الانتصار على فريرز بنتيجة ساحقة. وفي إجمالي الإحصائيات فإنه أوقع به بلكمة واحدة 6 مرات في 4 دقائق و30 ثانية. لكن وبتكتيك مدهش استطاع محمد علي الانتصار على فورمان والحصول على اللقب وكانت مواجهة الغابة الموضوع الفائز للأفلام الثقافية في عام 1996 وصنفت المباراة بأنها سابع أعظم لحظة رياضية في التاريخ.

## مرضه ووفاته
أصيب محمد علي في عام 1984 بداء باركنسون (الشلل الرعاشي)، وتدهورت حالته الصحية في عام 2005 بصورة ملحوظة، وتوالت بعدها نكساته الصحية، حيث كان يمضي فترة من الوقت كل سنة في مستشفى في مدينة فينيكس بولاية أريزونا،
ونُقل في فبراير 2013 إلى المستشفى وصرّح شقيقه رحمن علي لصحيفة نيويورك أنه في حالة حرجة وقد يرحل في أيّ لحظة، قبل أن تنفي ابنته ذلك، كما عانى من إلتهاب في الرئة والبول أُدخل على إثره المستشفى عامي 2014 و2015،
وفي الثاني من يونيو عام 2016 أدخل عليّ للمستشفى مُجددًا بسبب مشكلة في التنفس، وبعدها أكّدت الصحف والقنوات العالمية بأن الملاكم الأسطوري يحتضر فعلًا، وأن عائلته تتجهز لإجراء مراسم الدفن بعدما أعلن الأطباء أنه على وشك الموت،  قبل أن تُعلن وفاته صباح 3 يونيو 2016. وقالت عائلته إن تشييع الجنازة سيكون في مسقط رأسه لويفيل، كنتاكي.

## سجل احتراف الملاكمة
| 56 فاز (37 بالضربة القاضية، 19 قرارات)، 5 خسر (4 قرارات، 1 كو) |         |      |                     |       |               |            |                    |             | |
| عدد                                                            | النتيجة | سجل  | الخصم               | النوع | الجولة، الوقت | التاريخ    | العمر              | المكان      | الملاحظات                                                                                          |
| 61                                                             | خسر     | 56–5 | تريفور بيربيك       | UD    | 10            | 1981-12-11 | 39 سنوات و328 أيام | ناساو       | "الدراما في جزر البهاما"                                                                           |
| 60                                                             | خسر     | 56–4 | لاري هولمز          | TKO   | 10 (15)       | 1980-10-02 | 38 سنوات و259 أيام | لاس فيغاس   | خسر لقب ذا رينج وLineal Heavyweight والمجلس العالمي للملاكمة قائمة أبطال الملاكمة في الوزن الثقيل. |
| 59                                                             | فاز     | 56–3 | ليون سبينكس         | UD    | 15            | 1978-09-15 | 36 سنوات و241 أيام | نيو أورلينز | فاز بلقب رابطة الملاكمة العالمية، ذا رينج وLineal Heavyweight                                      |
| 58                                                             | خسر     | 55–3 | ليون سبينكس         | SD    | 15            | 1978-02-15 | 36 سنوات و29 أيام  | لاس فيغاس   | خسر لقب المجلس العالمي للملاكمة، رابطة الملاكمة العالمية، ذا رينج وLineal Heavyweight.             |
| 57                                                             | فاز     | 55–2 | أرني شيفرز          | UD    | 15            | 1977-09-29 | 35 سنوات و255 أيام | نيويورك     | احتفظ بلقب المجلس العالمي للملاكمة، رابطة الملاكمة العالمية، ذا رينج وLineal Heavyweight.          |
| 56                                                             | فاز     | 54–2 | الفريدو إيفانجليستا | UD    | 15            | 1977-05-16 | 35 سنوات و119 أيام | لاندوفر     | احتفظ بلقب المجلس العالمي للملاكمة، رابطة الملاكمة العالمية، ذا رينج وLineal Heavyweight.          |
| 55                                                             | فاز     | 53–2 | كين نورتون          | UD    | 15            | 1976-09-28 | 34 سنوات و255 أيام | ذا برونكس   | احتفظ بلقب المجلس العالمي للملاكمة، رابطة الملاكمة العالمية، ذا رينج وLineal Heavyweight.          |
| 54                                                             | فاز     | 52–2 | ريتشارد دن          | TKO   | 5 (15)        | 1976-05-24 | 34 سنوات و128 أيام | ميونخ       | احتفظ بلقب المجلس العالمي للملاكمة، رابطة الملاكمة العالمية، ذا رينج وLineal Heavyweight.          |
| 53                                                             | فاز     | 51–2 | جيمي يونغ           | UD    | 15            | 1976-04-30 | 34 سنوات و104 أيام | لاندوفر     | احتفظ بلقب المجلس العالمي للملاكمة، رابطة الملاكمة العالمية، ذا رينج وLineal Heavyweight.          |
| 52                                                             | فاز     | 50–2 | جان بيير كوبمان     | KO    | 5 (15)        | 1976-02-20 | 34 سنوات و34 أيام  | سان خوان    | احتفظ بلقب المجلس العالمي للملاكمة، رابطة الملاكمة العالمية، ذا رينج وLineal Heavyweight.          |
| 51                                                             |         |      |                     |       |               |            |                    |             | |

## أوسمة
- الوسام العلوي من درجة قائد (1996)[34]‘.[35]

## روابط خارجية
- محمد علي على موقع IMDb (الإنجليزية)
- محمد علي على موقع الموسوعة البريطانية (الإنجليزية)
- محمد علي على موقع روتن توميتوز (الإنجليزية)
- محمد علي على موقع مونزينجر (الألمانية)
- محمد علي على موقع قاعدة بيانات الأفلام العربية
- محمد علي على موقع ألو سيني (الفرنسية)
- محمد علي على موقع ميوزك برينز (الإنجليزية)
- محمد علي على موقع ميوزك برينز (الإنجليزية)
- محمد علي على موقع أول موفي (الإنجليزية)
- محمد علي على موقع قاعدة بيانات برودواي على الإنترنت (الإنجليزية)
- محمد علي على موقع قاعدة بيانات برودواي على الإنترنت (الإنجليزية)
- محمد علي على موقع بوكس ريك (الإنجليزية) (registration required)
- محمد علي على موقع قاعدة بيانات المصارعة على الإنترنت (الإنجليزية)
- محمد علي على موقع اللجنة الأولمبية الدولية (الإنجليزية)
- محمد علي على موقع أوليمبيديا (الإنجليزية)